# Daniel Teklehaimanot
Daniel Teklehaimanot Girmazion (Dbarwa, capital del districte homònim, 10 de novembre de 1988) és un ciclista eritreu, professional des del 2012 i que actualment corre a l'equip Dimension Data.
En el seu palmarès destaquen nombrosos campionats africans de ciclisme i cinc campionats nacionals, dos en ruta i tres en contrarellotge. El 2012 es va convertir en el primer ciclista africà negre en disputar la Volta a Espanya. A Europa els principals triomfs han estat la victòria a la Clàssica d'Ordizia del 2013 i la classificació de la muntanya al Critèrium del Dauphiné del 2015.

## Palmarès
- 2007
  - Vencedor d'una etapa al Tour d'Eritrea
- 2008
  -  Campió d'Eritrea en ruta
- 2009
  - Vencedor de 2 etapes al Tour d'Eritrea
- 2010
  - Campió d'Àfrica en ruta
  - Campió d'Àfrica de contrarellotge
  - Campió d'Àfrica de contrarellotge per equips, amb Ferekalsi Debessay, Meron Russom i Tesfai Teklit
  - Campió d'Àfrica en ruta sub-23
  - Campió d'Àfrica en contrarellotge sub-23
  - 1r al Tour de Ruanda i vencedor d'una etapa
  - Vencedor d'una etapa al Gran Premi ciclista de Saguenay
- 2011
  - Campió d'Àfrica de contrarellotge
  - Campió d'Àfrica de contrarellotge per equips, amb Natnael Berhane, Freqalsi Abrha i Jani Tewelde
  -  Campió d'Eritrea de contrarellotge
  - 1r al Kwita Izina Cycling Tour i vencedor de 3 etapes
  - Vencedor d'una etapa a la Tropicale Amissa Bongo
  - Vencedor d'una etapa de la Volta a Algèria
- 2012
  - Campió d'Àfrica de contrarellotge
  - Campió d'Àfrica de contrarellotge per equips, amb Natnael Berhane, Fregalsi Debesay i Jani Tewelde
  -  Campió d'Eritrea en ruta
  -  Campió d'Eritrea de contrarellotge
- 2013
  - Campió d'Àfrica de contrarellotge
  - Campió d'Àfrica de contrarellotge per equips, amb Natnael Berhane, Meron Russom i Meron Teshome
  - 1r a la Clàssica d'Ordizia
- 2015
  - Campió d'Àfrica de contrarellotge per equips, amb Mekseb Debesay, Natnael Berhane i Merhawi Kudus
  -  Campió d'Eritrea de contrarellotge
  - 1r de la classificació de la muntanya al Critèrium del Dauphiné
- 2016
  -  Campió d'Eritrea de contrarellotge

### Resultats a la Volta a Espanya
- 2012. 146è de la classificació general
- 2014. 47è de la classificació general

### Resultats al Tour de França
- 2015. 49è de la classificació general
- 2016. 85è de la classificació general

### Resultats al Giro d'Itàlia
- 2017. 111è de la classificació general

## Enllçaos externs
- Fitxa a sitiodeciclismo.net
- Fitxa a procyclingstats.com